# Monolit
Monolit est un radar militaire russe longue-distance naval et aérien mobile, placé sur véhicule ou navire de guerre.

## Description
Il est placé sur véhicule porteur MZKT-7930 ainsi que sur les frégates de la classe Amiral Gorchkov.
Il est surtout utilisé pour la défense côtière tant aérienne que navale. Il assure la détection des cibles et peut également guider des missiles sur leur cibles.